# مد بدون جنسیت در ژاپن

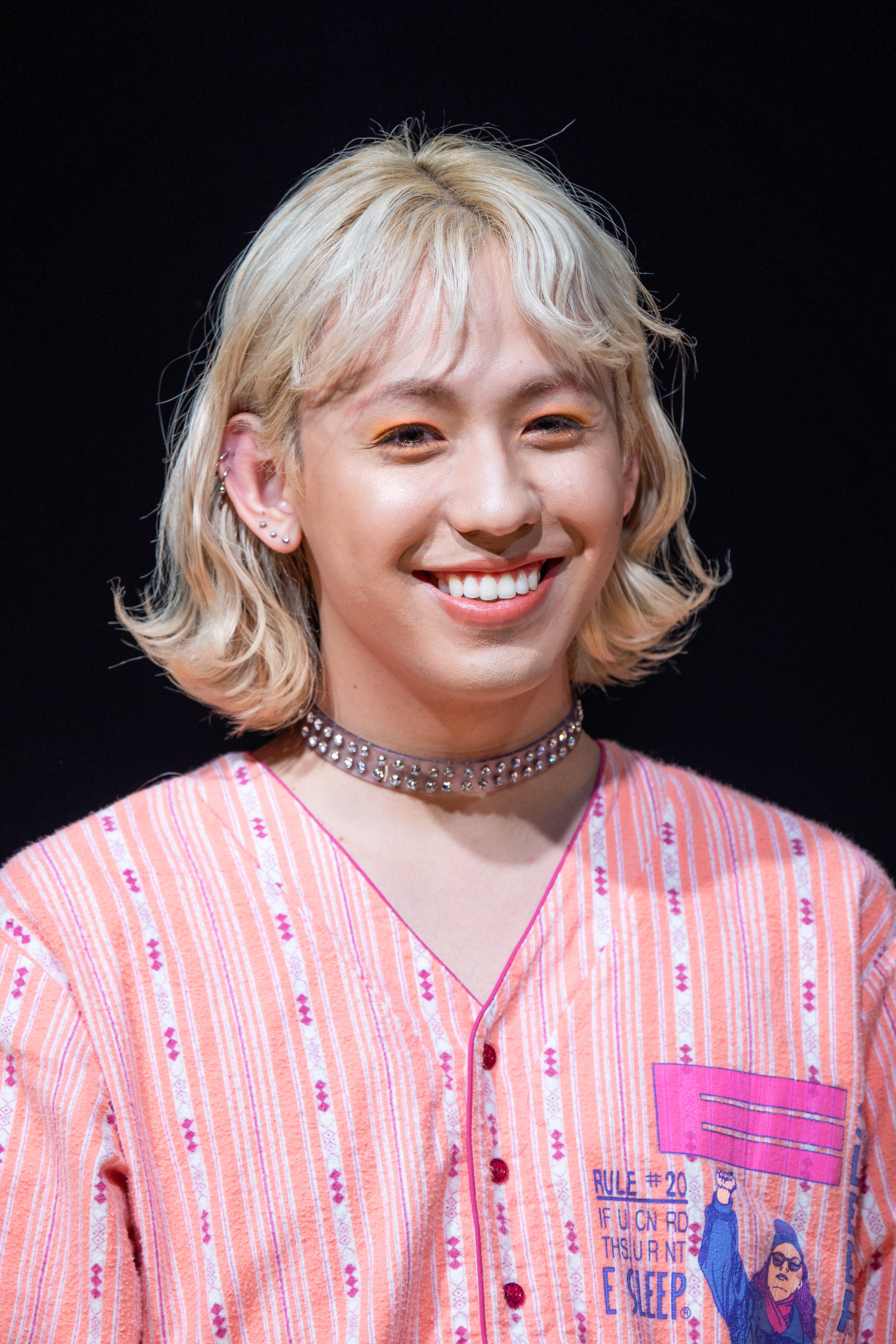
نمونه ای از مد بدون جنسیت

مد بدون جنسیت در ژاپن (به ژاپنی: ジェンダーレス, Jendāresu)، یک خرده‌فرهنگ مد (پوشاک) است که در اواسط دهه ۲۰۱۰ در ژاپن پدیدار شد. این مد با هدف شکستن هنجارهای جنسیتی اجتماعی در مد، خرده فرهنگ بدون جنسیت بر مد و جنس آندروژنی متمرکز شده‌است. خرده فرهنگ عمدتاً در اختیار مردای است که به عنوان «مردان بدون جنسیت» شناخته می‌شوند (ジェンダーレス男子، jendāresu danshi).
خرده فرهنگ بدون جنسیت به عنوان رد نقش‌های جنسیتی سنتی دیده می‌شود. برخلاف غرب، این خرده فرهنگ بیشتر با مد مرتبط است تا میل جنسی در انسان یا هویت جنسیتی

## مطالعه بیشتر
- Clarke, Ashley (2016-02-23). "exploring genderless kei, harajuku's online fashion revival". I-D. Vice. Retrieved 2021-03-16.
- Rich, Motoko (2017-01-05). "With Manicures and Makeup, Japan's 'Genderless' Blur Line Between Pink and Blue". The New York Times. Retrieved 2021-03-16.
- Robertson, Jennifer (2018-01-16). "Exploring Japan's 'genderless' subculture". CNN. Retrieved 2021-03-16.
- Nakamura, Taishi (2018-06-12). "Genderless Subculture in Japan". Komaba Times. University of Tokyo, Komaba Campus. Retrieved 2021-04-11.
- Leleu, Clémence (March, 2021). Jeunesse Dégenrée. Tempura Magazine, Printemps 2021 (in French).